# Kan Kikuchi
Hiroshi Kikuchi (菊池 寛, Kikuchi Hiroshi, Takamatsu, 26 de dezembro de 1888 – 6 de março de 1948), também conhecido como Kan Kikuchi (que usa o mesmo logograma kanji como seu nome verdadeiro), foi um autor e  editor-chefe japonês. Ele fundou a editora Bungeishunjū, a revista mensal de mesmo nome, a Associação de Escritores do Japão e os Prêmios Akutagawa e Naoki de literatura popular. Ele ganhou destaque pelas peças "Madame Pérola" e "O Retorno do Pai", mas seu amplo apoio ao esforço de guerra imperial japonês levou à sua marginalização no período pós-guerra. Ele também foi chefe da Daiei Motion Picture Company (atualmente Kadokawa Pictures). Ele era conhecido por ter sido um ávido jogador de mahjong.

## Primeiros anos e carreira
Kikuchi nasceu em 26 de dezembro de 1888, em Takamatsu, Prefeitura de Kagawa, no Japão.
Em 1904-1905, após a Guerra Russo-Japonesa, a literatura no Japão tornou-se mais moderna. O realismo francês foi uma das primeiras influências que penetraram na literatura japonesa. Com base em obras famosas e clássicas do Ocidente, que incluem diários e autobiografias, os escritores japoneses formularam um estilo de escrita ficcional que acabou sendo chamado de shinkyo-shosetsu. Outras grandes influências de países ocidentais na Europa, além de obras da Índia e da China, contribuíram para a criação da literatura moderna no Japão. Em comparação com a literatura dos países europeus, a nova literatura japonesa não alcançou tanta popularidade; poucas obras de dramaturgos japoneses foram traduzidas para línguas europeias. Kikuchi Kan viu a barreira da linguagem e a imprecisão da tradução como parte da causa central para isso.

### Influências irlandesas

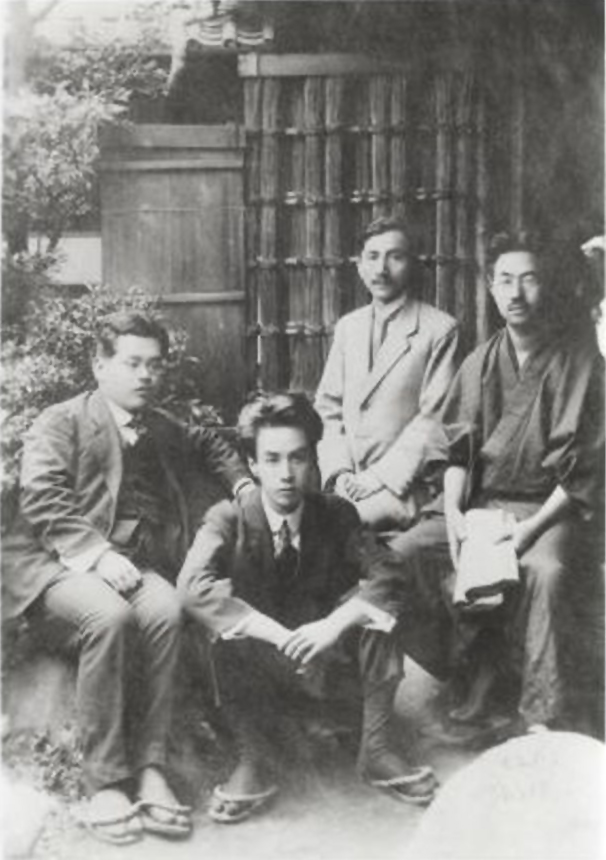
Kikuchi Kan com Ryunosuke e outros

Em 1924, logo após Kaoru Osanai inaugurar o Pequeno Teatro Tsukiji, Kikuchi Kan era o dramaturgo mais famoso do Japão. Kan foi amplamente considerado "um dramaturgo que transformou peças irlandesas em um contexto japonês", incluindo Deirdre of the Sorrows, de John Millington Synge. Quando estudava na Universidade de Kyoto, Kikuchi Kan tinha grande interesse pelo drama moderno, particularmente pelo drama moderno irlandês. Os dramaturgos estudados por Kan incluíam JM Synge e Edward Plunkett, 18º Barão de Dunsany.
Depois de se formar na Universidade de Kyoto, Kan escreveu artigos detalhados sobre Synge e peças irlandesas para Teikoku-Bungaku (帝国文学, Imperial Literature)  e Nova Corrente de Pensamento. Em 1925, Kan também publicou um livro com Shuji Yamamoto, Eikoku Airan Kindaigeki Seizui (Quintessência das Peças Modernas na Inglaterra e na Irlanda). Os interesses de Kan pelo drama irlandês e por JS Synge também foram inspirações para seus trabalhos futuros. Em seu Han-jijo-den (半自叙伝, Semi-Autobiografia), Kan escreve sobre seu grande interesse pelo drama irlandês.

### Estilo de escrita

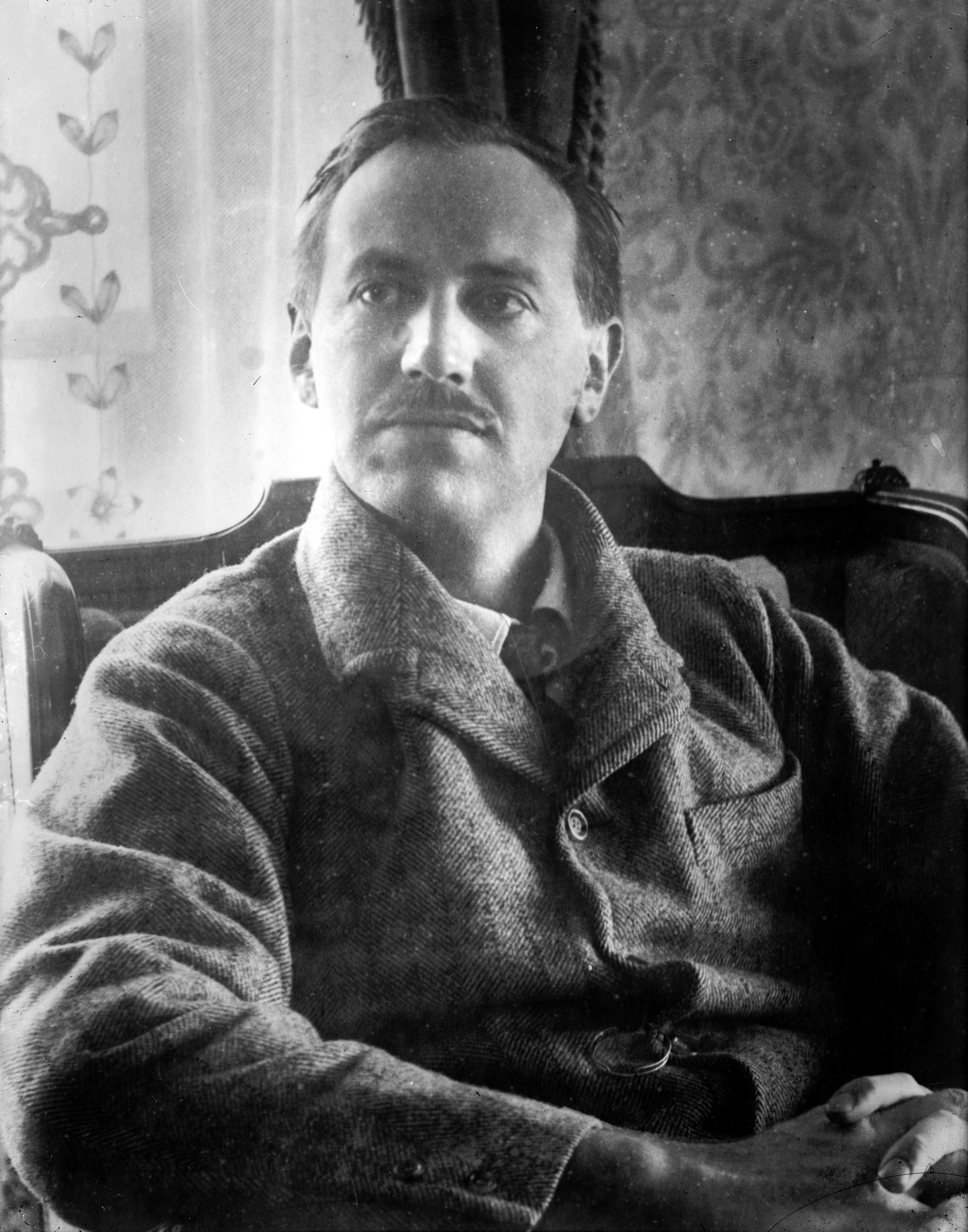
Edward Plunkett, 18º Barão Dunsany

Embora Kikuchi Kan reconhecesse características distintas entre as culturas ocidental e japonesa, ele usou suas raízes japonesas como base de muitas de suas obras. Isso, por sua vez, resultou na criação de Kikuchi Kan de seu estilo de escrita no drama japonês. Uma de suas primeiras obras, Kayano Yane (茅の屋根, Casa de Palha), representa um dos retratos de Kikuchi Kan sobre questões sociais de sua época, o que aumentou sua popularidade na literatura japonesa moderna. Outros temas de seus dramas incluem questões de moralidade, dinheiro, classe e gênero. Kikuchi Kan acredita que a natureza do teatro moderno é lançar luz sobre os erros da sociedade moderna e libertar o Japão desses costumes. A forte influência de questões comuns nas obras de Kikuchi Kan recebeu elogios de críticos e dramaturgos.
Os elementos do drama que Kikuchi Kan considera mais eficazes são a peça de um ato e o uso de um número mínimo de personagens. "A peça de um ato", ele escreveu, "é diferente de peças longas – três atos ou cinco atos. Ela deve extrair os elementos mais dramáticos de todos e tem que tratá-los efetivamente dentro de um tempo limitado." Com esse curto período de tempo, Kikuchi Kan retrata sua mensagem em um evento central com uso meticuloso de exposição. Um elemento importante em sua perspectiva é saber a diferença entre escrever histórias e escrever peças de teatro. Nesse tempo limitado, a peça deve ter o poder de "prender fisicamente o público ao assento do teatro", ao contrário de histórias que "o leitor pode colocar no bolso". De 1914 a 1924, Kan escreveu peças de um ato para a principal revista de camarilha da época, New Tides of Thought (Shinshichō). A revista New Tides of Thought também contribuiu para a popularidade do drama Taishō. Nas peças de um ato de Kan, ele se concentrava em um único evento dramático e fazia as ações dos personagens girarem em torno desse evento para produzir a maior tensão e a maior "força dramática", pois as peças de um ato "deveriam extrair os elementos mais dramáticos... dentro de um tempo limitado".

### Peça "O Retorno do Pai"

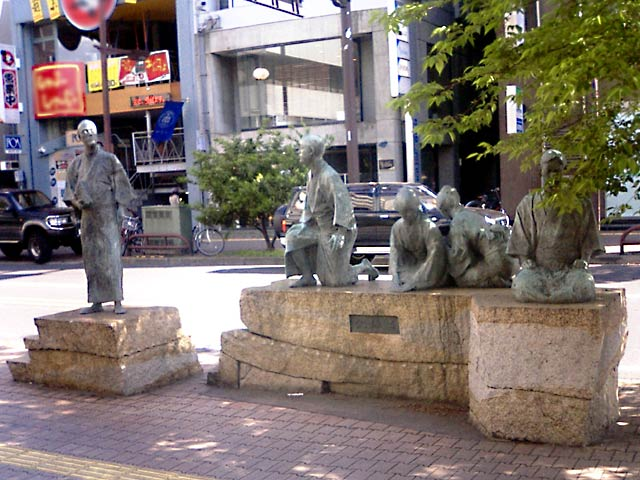
Estátua de "O Retorno do Pai"

Uma de suas obras mais famosas, Chichi Kaeru (O Retorno do Pai), é uma peça de um ato que retrata principalmente as dificuldades do relacionamento entre pai e filho. Father Returns foi inaugurado em 1920, após ser publicado no periódico New Tides of Thought em 1917. A história gira em torno de um conflito entre pai e filho. O filho mais velho, Ken'ichirō, despreza seu pai, Sōtarō, pelo tratamento cruel que ele deu à família e por abandoná-la. À medida que a peça avança, o público descobre que o ódio de Ken'ichirō por seu pai alimentou sua determinação de superá-lo, fornecendo melhor suporte para sua família em sua ausência. Depois que Sōtarō retorna uma noite, a família o recebe, mas o confronto de Ken'ichirō com ele acaba levando Sōtarō a ir embora. A peça termina com a repentina mudança de opinião de Ken'ichirō em relação a Sōtarō e sua aceitação na família. Depois que Shinjirō, um irmão mais novo, vai buscar Sōtarō, a cortina se fecha antes que Sōtarō seja encontrado. O final levou Takeda e Ennosuke a alterá-lo para evitar ambiguidade, mas foi alterado de volta ao original para preservar a mensagem principal da peça.

### Madame Pérola
Shinju fujin (真珠夫人, Madame Pérola) trouxe Kikuchi Kan à fama. Este drama se passa no Japão e foca no tema do gênero na sociedade. A personagem principal, uma mulher chamada Karasawa Ruriko (唐沢瑠璃子), é filha de um barão que é forçada a um casamento arranjado com o rico Shōda Katsuhei (荘田勝平) para salvar a família da falência. Antes e depois do casamento arranjado de Ruriko com Katsuhei, ela permaneceu fiel aos seus sentimentos por Sugino Naoya (杉野直也), seu primeiro amor, e decidiu preservar sua virgindade. Devido à escolha de Ruriko de ser sexualmente pura, Katsuhei tentou estuprar Ruriko, mas morreu de um ataque cardíaco repentino. A partir de então, ela quis superar o domínio masculino na sociedade em que vivia. Por um período, Ruriko enganou os homens e brincou com suas emoções, o que levou muitos deles a mortes violentas. No entanto, Ruriko acabou sendo morta por um de seus pretendentes. O nome Shinju fujin simboliza a pureza e preservação da castidade de Ruriko ao longo de seus encontros com diferentes homens. Ela permaneceu pura de corpo, mente e alma como uma pérola enquanto gradualmente aumentava seu poder sobre os homens. À medida que a história se desenrola, incentiva o público a pensar sobre a motivação de Ruriko para realizar suas ações e encontrar a “verdade” por trás de seu pensamento. According to Michiko Suzuki, this play became popular among female audiences because it gave them strength and the opportunity fulfill "the fantasy of female liberation".
Suzuki argumenta ainda que muitos membros do público acreditavam que Ruriko foi inspirado por Yanagihara Byakuren (柳原白蓮), que era amplamente conhecido por sua beleza, seu talento na poesia, sua relação com o imperador e seu casamento com o magnata das minas de carvão Itō Den' emon (伊藤傳右.衞門). De acordo com Suzuki, a própria Byakuren perguntou a Kikuchi Kan se ela desempenhou um papel na criação de Ruriko em Shinju Fujin e Kikuchi confirmou que havia uma conexão. Suzuki também conecta Ruriko a Nemesis, a deusa da vingança. Suzuki argumenta que, tal como a deusa da vingança, Ruriko queria vingar as mulheres que foram vítimas da "violência e dos desejos egocêntricos dos homens".

## Prêmios Naoki e Akutagawa

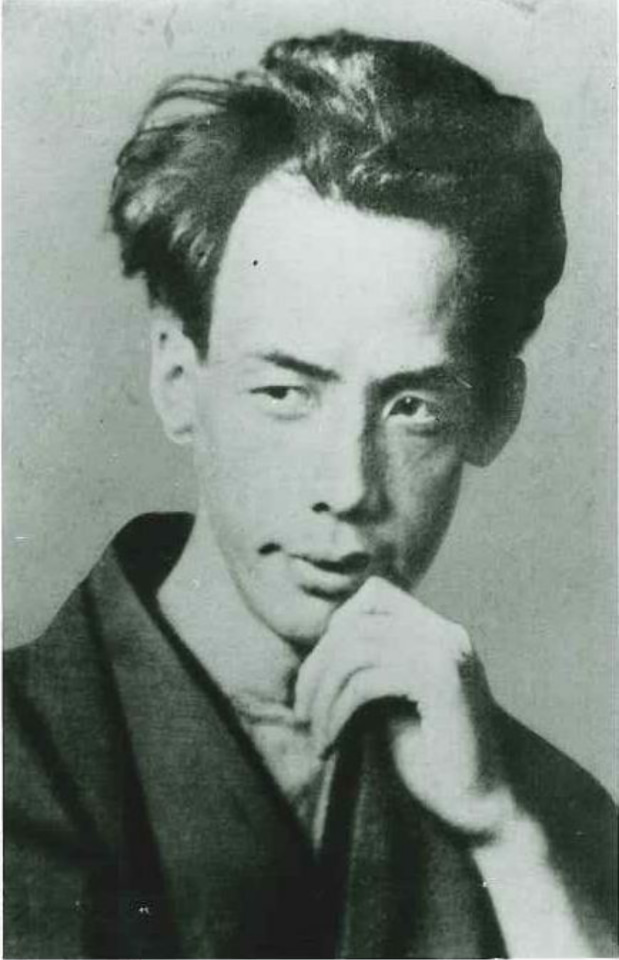
Akutagawa Ryunosuke

Kikuchi Kan dedicou o Prêmio Akutagawa a Ryūnosuke Akutagawa (芥川龍之介) após sua morte em 1927. O Comitê do Prêmio Akutagawa foi composto por amigos próximos de Bungei Shunjusha. O Prêmio Akutagawa era concedido a cada seis meses a autores emergentes de literatura original (Sōsaku) publicados em qualquer jornal ou revista. Os prêmios Akutagawa foram publicados nas edições da Bungeishunjū. O prêmio incluía um relógio e um prêmio em dinheiro de quinhentos ienes japoneses (¥).

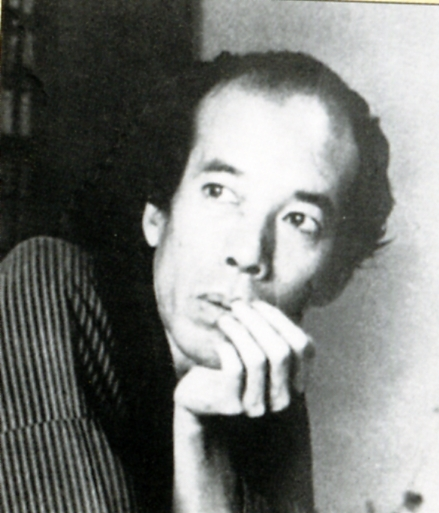
Naoki Sanjugo

O Prêmio Naoki foi criado por Kikuchi Kan como homenagem ao autor literário Sanjugo Naoki (直木 三十五) após sua morte em fevereiro de 1934. O Prêmio Naoki foi concedido a autores emergentes de literatura popular. Os prêmios Naoki foram publicados nas edições Oru Yomimono (オール讀物).
O processo de escolha dos ganhadores dos dois prêmios consiste em os comitês selecionarem manuscritos já publicados na Coterie e em revistas e jornais comerciais. Depois de produzir os dois prêmios, Kikuchi Kan decidiu inicialmente que os prêmios refletissem o tipo de prêmio Kenshō shōsetsu, no qual manuscritos enviados e não publicados eram selecionados por um comitê. Em resumo, os Kenshō shōsetsu, os "romances premiados", são peças selecionadas de romances de ficção publicados em jornais e revistas que receberam uma quantidade considerável de elogios. O comitê do Prêmio Akutagawa em 1934 consistia dos membros: Bungei Shunjusha, Yamamoto Yuzu, Haruo Satō, Jun'ichirō Tanizaki, Murō Saisei, Kōsaku Takii, Riichi Yokomitsu e Yasunari Kawabata. Kikuchi Kan, Masao Kume e Masajirō Kojima estiveram nos Comitês dos Prêmios Akutagawa e Naoki.

## Prêmio Kikuchi Kan
Em 1938, o Prêmio Kikuchi Kan (菊池寛賞 Kikuchi Kan Shō) foi criado pelo próprio Kikuchi Kan, que reconhece as realizações dos autores. No entanto, diferentemente dos Prêmios Naoki e Akutagawa, o Prêmio Kikuchi Kan é concedido a autores seniores com mais de 45 anos. O prêmio inclui um milhão de ienes e um relógio de mesa. Este prêmio foi patrocinado pela Associação para a Promoção da Literatura Japonesa por seis anos antes do cancelamento do prêmio. Após a morte de Kikuchi Kan, o prêmio foi trazido de volta e atualmente está aberto a arte, literatura, cinema e outros gêneros. Os vencedores deste prêmio incluem Hakuchō Masamune e Yasushi Inoue.

## Últimos anos
Em 1938, Kikuchi juntou-se ao Pen butai (lit. "Corpo de Pen"), uma organização governamental composta por autores que viajaram pela frente durante a Segunda Guerra Sino-Japonesa para escrever favoravelmente sobre os esforços de guerra do Japão na China, e tornou-se chefe do ramo naval do grupo. Mais tarde, ele foi afiliado à Nihon bungaku hōkokukai ("Associação Patriótica para a Literatura Japonesa"), uma subordinada do Gabinete de Inteligência. Após a guerra, ele foi expurgado de cargos de serviço público como colaborador de guerra.

## Obras publicadas
Os escritos publicados de Kan Kikuchi abrangem 512 obras em 683 publicações em 7 idiomas e 2.341 acervos de biblioteca.
- Okujō no Kyōjin" (屋上の狂人) – The Housetop Madman (em japonês)
- Chichi Kaeru (父帰る) – O Retorno do Pai (em japonês)
- Mumei Sakka no Nikki (無名作家の日記) -Diário do Escritor Anônimo (em japonês)
- Onshū no Kanata ni (恩讐の彼方に) ou Além do Pálido da Vingança (em japonês)
- Tadanaokyō Gyōjōki (忠直卿行状記) - em japonês
- Rangaku Kotohajime (蘭学事始)  - em japonês
- Tōjūrō no Koi (藤十郎の恋) – Tōjūrō's love
  - adaptação no cinema: Tōjūrō no Koi (filme de 1938) e Tōjūrō no Koi (filme de 1955)
- Shinju Fujin (真珠夫人) - em japonês